# Zofiówka (gromada w powiecie monieckim)
Zofiówka (od 1972 Knyszyn)  – dawna gromada, czyli najmniejsza jednostka podziału terytorialnego Polskiej Rzeczypospolitej Ludowej w latach 1954–1972.
Gromady, z gromadzkimi radami narodowymi (GRN) jako organami władzy najniższego stopnia na wsi, funkcjonowały od reformy reorganizującej administrację wiejską przeprowadzonej jesienią 1954 do momentu ich zniesienia z dniem 1 stycznia 1973, tym samym wypierając organizację gminną w latach 1954–1972.
Gromadę Zofiówka z siedzibą GRN w Zofiówce utworzono 31 grudnia 1959 w powiecie monieckim w woj. białostockim z obszaru zniesionych gromad Grądy i (częściowo okrojonej) Milewskie.
1 stycznia 1972 z gromady Zofiówka wyłączono wsie Łękobudy i Milewskie włączając je do gromady Jasionówka, po czym gromadę Zofiówka zniesiono przez przeniesienie siedziby GRN z Zofiówki do Knyszyna i przemianowanie gromady na gromada Knyszyn,